# Longdenville
Longdenville es una localidad de Trinidad y Tobago, que forma parte del borough de Chaguanas y de la región de Couva-Tabaquite-Talparo.

## Geografía
La localidad abarca parte de la isla Trinidad y limita al norte con Enterprise, Esmeralda y Welcome (Couva-Tabaquite-Talparo), al sur con Carlsen Field y Palmiste (ambas de la región de Couva-Tabaquite-Talparo), al este con Welcome, Todd's Station, Ravine Sable y Palmiste y al oeste con Esmeralda, Enterprise, Montrose Village y Edinburgh 500.

## Demografía
Datos demográficos de la localidad de Longdenville:
| Gráfica de evolución demográfica de Longdenville entre 2000 y 2011 |
|                                                                    |